# 가와치정
가와치정(일본어: 河内町 가와치마치[*])은 일본 이바라키현 이나시키군의 정이다.

## 지리
이바라키현 남단에 위치하고 도네강과 신토네강 사이에 끼어 있다. 남북 길이는 2.8km, 동서 길이는 19.2km이다.

## 역사
- 1955년 5월 3일 - 나가사오촌, 겐세이다촌, 마나이타촌이 합병해 가와치촌이 되었다.
- 1956년 1월 1일 - 가와치촌의 일부가 지바현 인바군 사카에정에 편입되었다.
- 1958년 2월 15일 - 가나에쓰촌을 편입하였다.
- 1996년 6월 1일 - 정으로 승격해 가와치정이 되었다.

## 인구
| 연도 | 인구   | ±%     |
| ---- | ------ | ------ |
| 1920 | 10,831 | —      |
| 1930 | 11,093 | +2.4%  |
| 1940 | 11,397 | +2.7%  |
| 1950 | 14,205 | +24.6% |
| 1960 | 13,065 | −8.0%  |
| 1970 | 11,720 | −10.3% |
| 1980 | 11,516 | −1.7%  |
| 1990 | 11,201 | −2.7%  |
| 2000 | 11,502 | +2.7%  |
| 2010 | 10,172 | −11.6% |

## 교통

### 도로
- 국도 408호선